# 스마일버스
스마일버스 주식회사(- 株式會社, 영어: Smile Bus)는 서울특별시 강남구의 마을버스 업체이며, 현재는 강남07번을 보유하고 있다.

## 연혁
- 2010년 3월 24일: 서울특별시 강동구 강일동 강동공영차고지에서 회사가 설립되었다.
- 2010년 6월 17일: 본사를 서울특별시 강남구 도곡동으로 이전하였다.
- 2012년 11월 3일: 본사를 서울특별시 강남구 봉은사로114길 38 (삼성동)으로 이전하였다.
- 2016년: 본사를 서울특별시 송파구 장지동 송파공영차고지로 이전하였다.

## 운행 노선

### 마을버스
- ● 강남07번: 삼성역 ↔ 양재역 (구 강남마을 11번, 4428번)

## 보유 차량
뉴 카운티와 그린시티로 운행한다.